# بزینان (هوراند)
بزیلان یا بزآیلان یکی از روستاهای استان آذربایجان شرقی است که در دهستان دودانگه بخش مرکزی شهرستان هوراند واقع شده‌است.
روستای بزنیان (بزآیلان) از روستاهای تاریخی و باستانی آذربایجان شرقی بوده و در حدود ٦۰ کیلومتری شهرستان اهر و ۱۰ کیلومتری غرب شهرستان هوراند و در دهستان دودانگه واقع شده است.
از روستاهای همسایه بزآیلان می توان؛ نیق، اینجار، محمدآباد، تازه کند، آوالان، میدان، جابان و خود شهر هوراند را نام برد، که در این میان اینجار، نیق و شهر هوراند نزدیکترین آنها می باشد.
سرشماری غیر رسمی و محلی سال ۱۳۹۸، حاکی از وجود ۲۰ خانوار و ۱۳۰ نفر جمعیت در روستای بزآیلان می باشد.

## مشکلات
متأسفانه به دلیل نبود امکانات و اینترنت وآنتن دهی وخاکی بودن جاده و درآمد کافی در روستا اهالی روستا تدریجاً به شهرها مهاجرت کرده بودند.

### رسیدگی
خوشبختانه اخیراً مردم با بازگشت به روستا و احداث خانه های نو، قدمهایی در آبادسازی روستا برداشته اند.

## جاذبه های طبیعی
یکی از مناظر معروف و دیدنی روستای بزآیلان مجسمه سنگی اوچ قارداش (سه برادر) با ارتفاع تقریبی ۳ متر می باشد. ارتفاع و موقعیت قرارگیری این مجسمه ها به گونه ای است که از مجاورت آن، روستای اینجار، قلعه پشتاپ، شهر هوراند و روستای بزآیلان براحتی دیده می شود.
یکی دیگر از جاهای دیدنی روستای بزآیلان؛ توپ آغاج (درختان بی نظیر توپی شکل) می باشد. به نقل از اهالی روستا، امامزاده ای در زیر این درخت ها دفن شده است و به همین دلیل اهالی روستا، احترام خاصی نسبت به این مکان قائل هستند.
از مناظر دیدنی دیگر روستا می توان آبشار یوخاری دره و چشمه های زیبای آن، آشاغی چای، چشمه های دوقوز بولاخ، گول بولاخ و باغهای زیبای آن را نام برد.